# Scienze della Terra

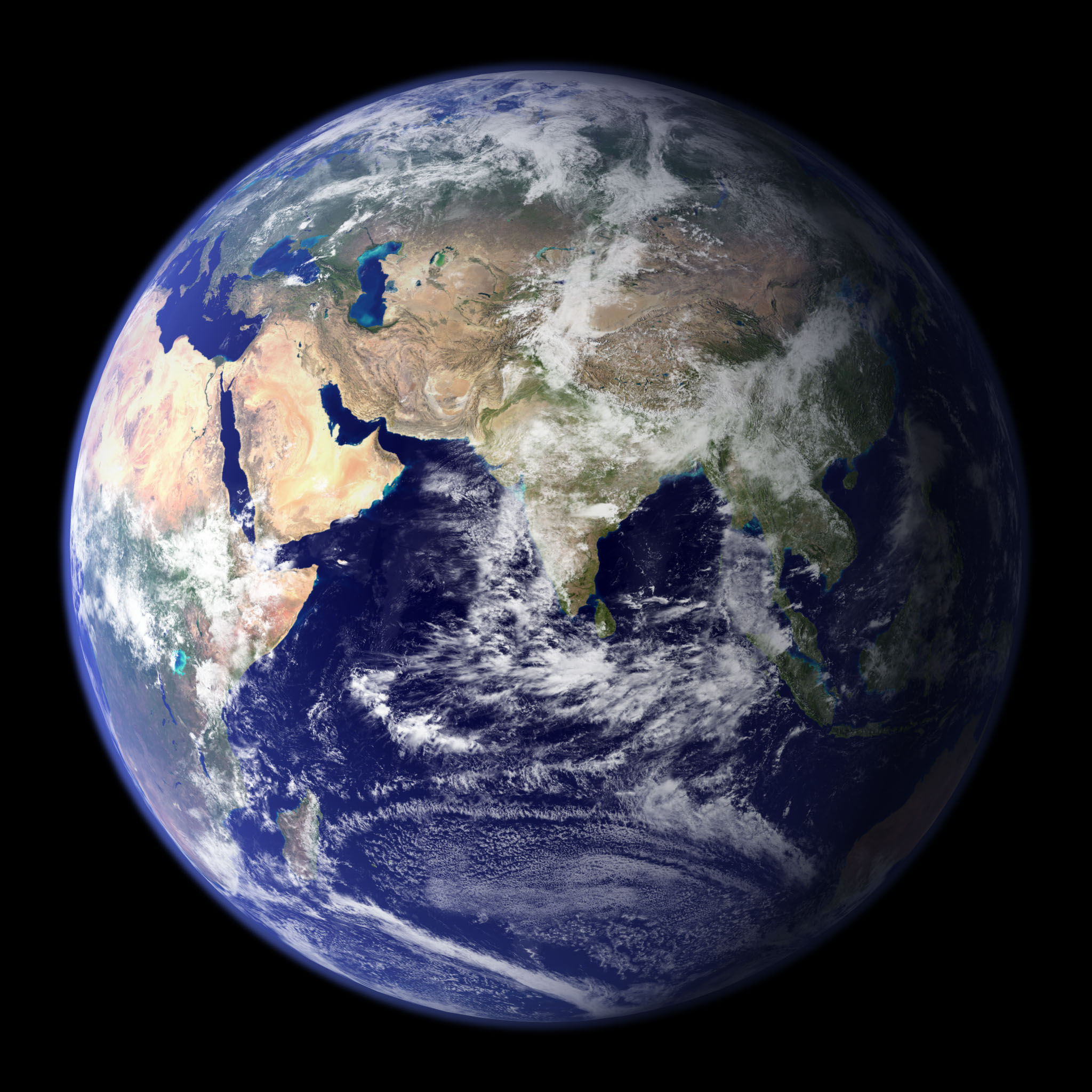
Il pianeta Terra visto dallo spazio

Si definiscono scienze della Terra quell'insieme di discipline delle scienze naturali che studiano la composizione della Terra, la sua struttura interna, la morfologia superficiale e l'atmosfera che circonda il pianeta Terra, delineandone l'evoluzione nel tempo. Lo studio del nostro pianeta costituisce un caso particolare della planetologia, che in generale si occupa dello studio dei pianeti presenti nel nostro sistema solare; le ultime missioni di sonde spaziali su pianeti e satelliti del sistema solare hanno ampliato il campo di ricerca degli studiosi delle scienze della Terra ai corpi extraterrestri, includendo nell'oggetto dei loro studi tutti quei corpi rocciosi per i quali sia possibile utilizzare i metodi di studio e di approcci teorici "terrestri".

## Discipline
Le discipline principali sono:

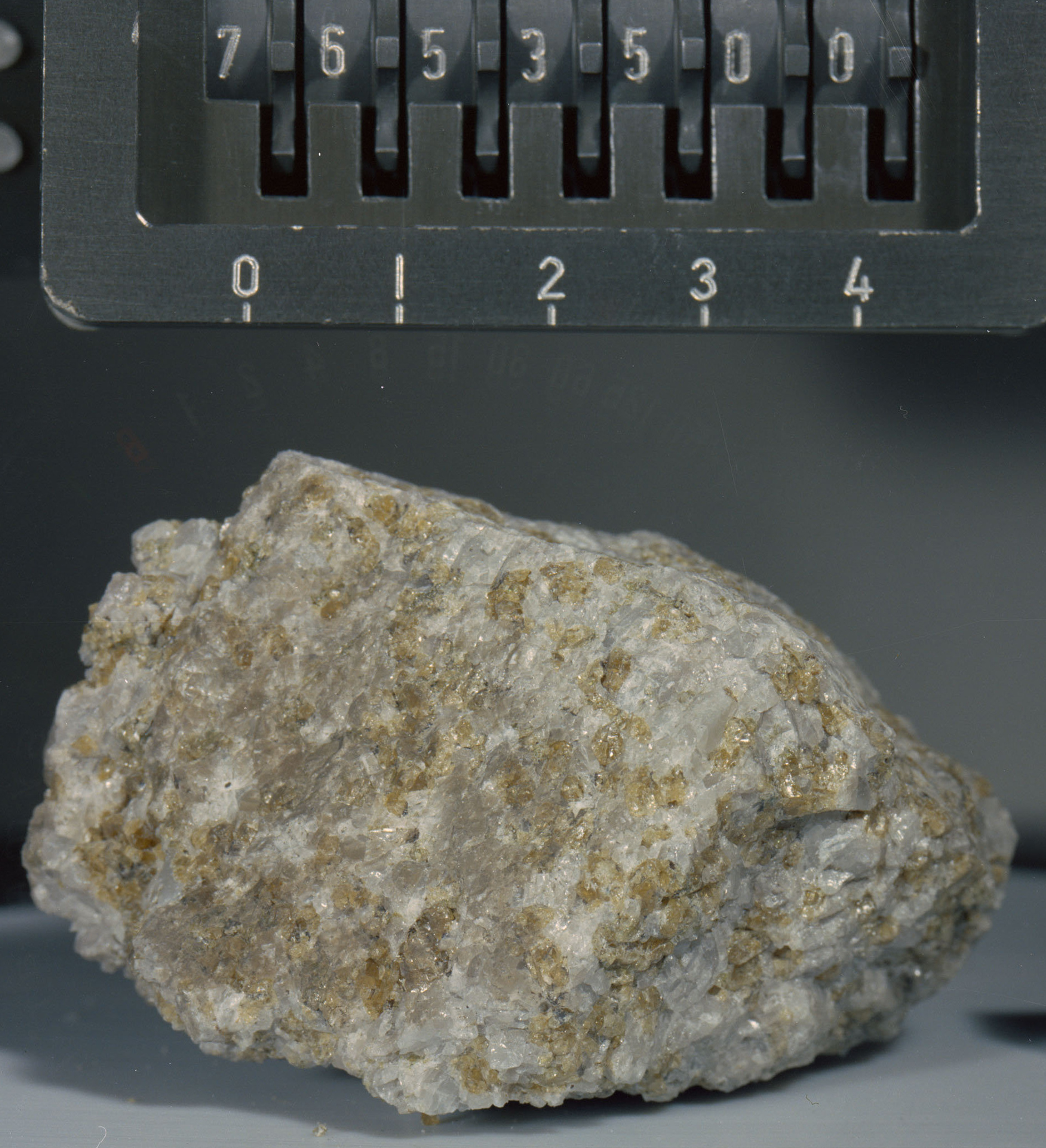
Petrografia lunare: il campione più antico di roccia lunare raccolto durante la missione Apollo 17, a cui partecipò il primo geologo astronauta

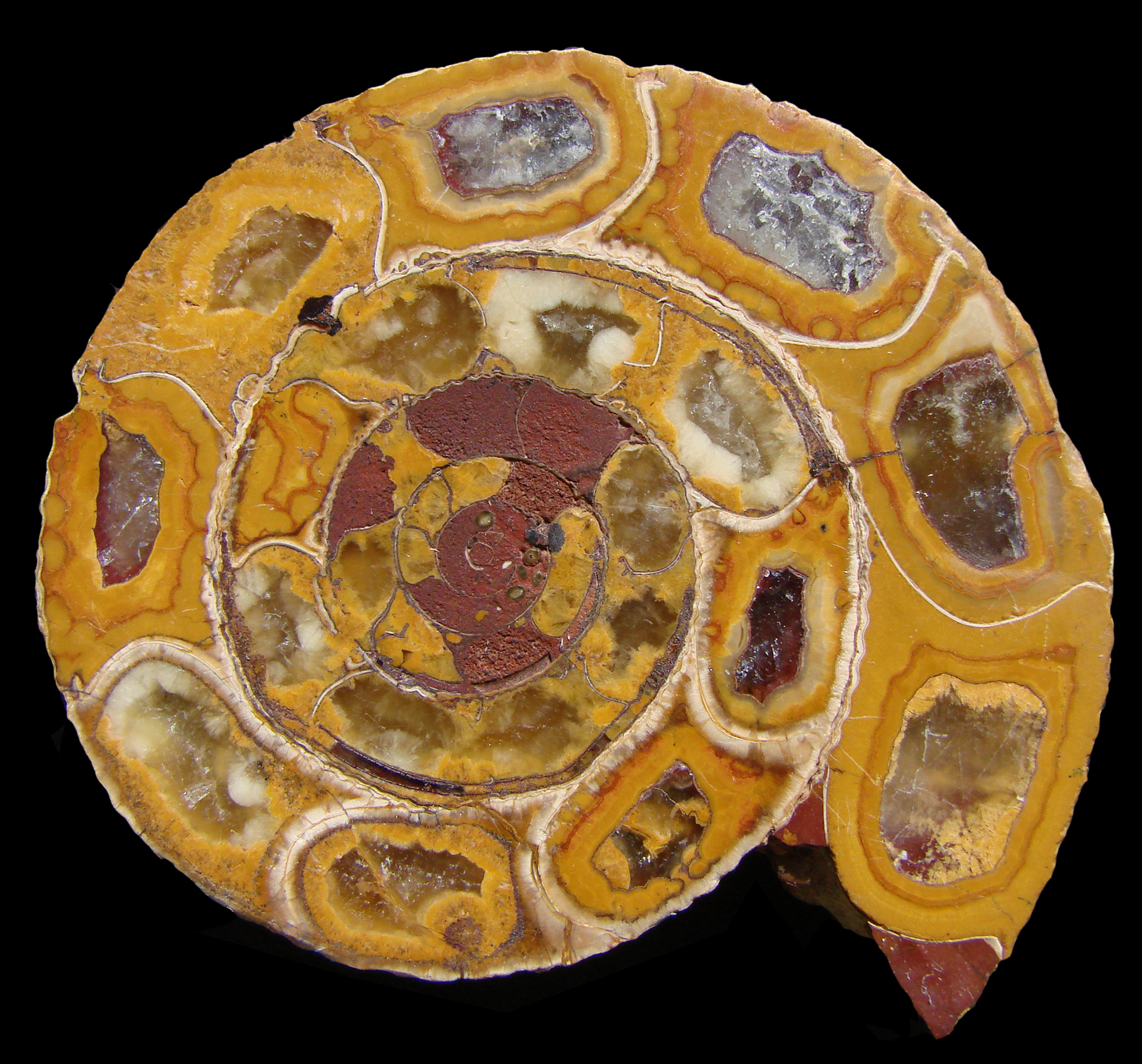
Ammonite fossile

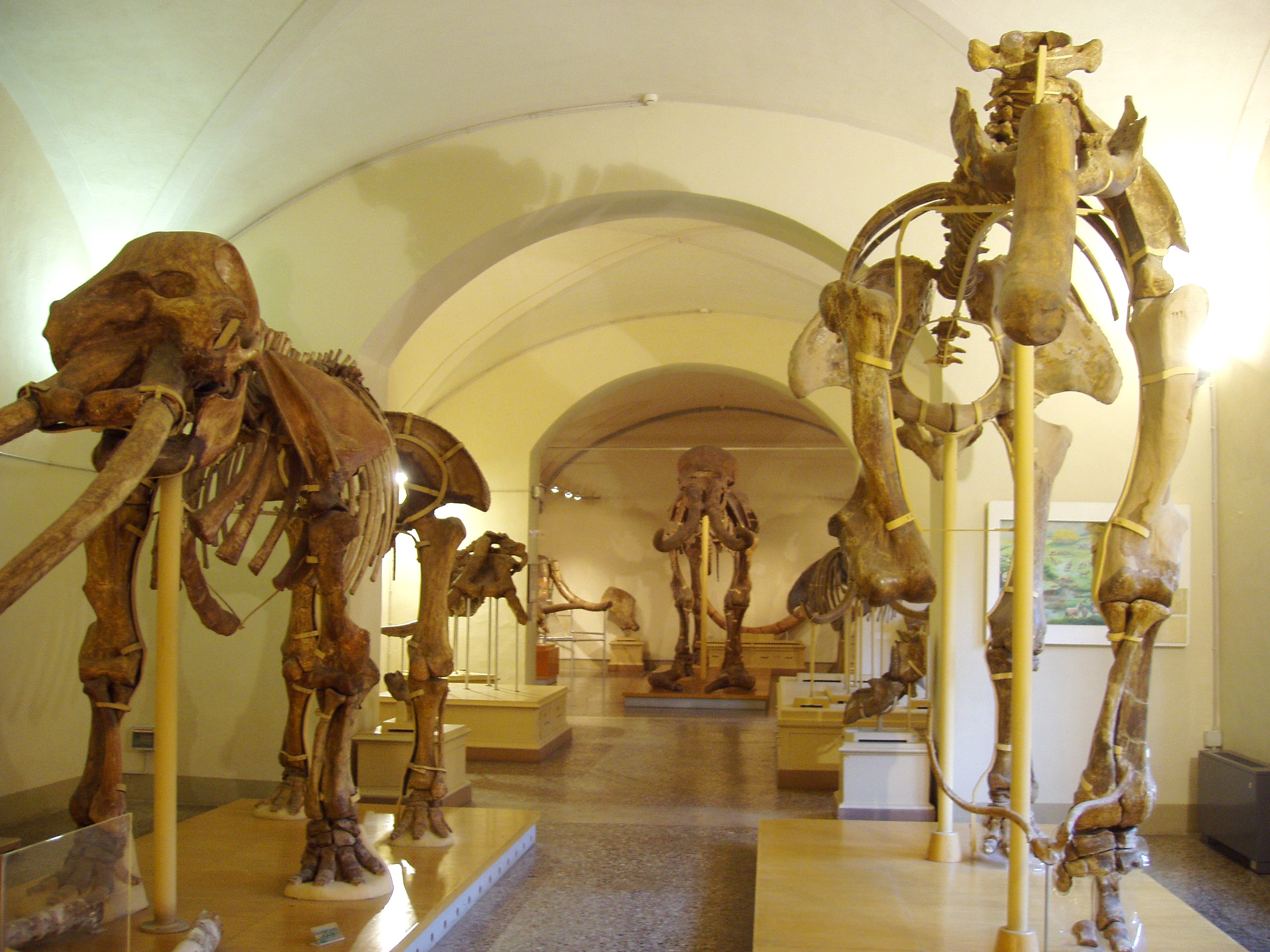
Scheletri fossili di mammut

- geografia: scienza che studia, interpreta, descrive e rappresenta il pianeta nei suoi aspetti fisici e antropici, cioè negli organismi spaziali della sua superficie. Indaga il sistema fra l'uomo ed il suo ambiente. Tra le branche della geografia fisica abbiamo la geomorfologia e la climatologia[1];
- geodesia: studio delle dimensioni e della forma del pianeta, di alcuni dei suoi aspetti di carattere gravitazionale e misura di porzioni della sua superficie (topografia) e loro rappresentazioni sulle mappe (cartografia);
- geofisica: studio del pianeta attraverso l'analisi delle sue proprietà fisiche. Il campo di indagine della geofisica è esteso a tutta la componente solida del pianeta, dalla crosta fino al nucleo, alla sua componente liquida idrosfera ed alla soprastante atmosfera. Le principali proprietà fisiche indagate nella geofisica applicata sono: il magnetismo planetario, la resistività, la temperatura (geotermia), la densità (gravimetria), le proprietà elastiche delle rocce (sismologia);
- geochimica: studio del pianeta attraverso l'analisi delle sue componenti chimiche. Il campo di indagine della geochimica è esteso a tutta la componente solida del pianeta, dalla crosta fino al nucleo, alla sua componente liquida idrosfera ed alla soprastante atmosfera; si analizza, inoltre, la biosfera;
- geologia: branca delle scienze della Terra che si occupa dello studio della parte rocciosa del pianeta (litosfera) ed è a sua volta suddivisa in numerose sottodiscipline, tra le quali si citano: mineralogia, petrografia e petrologia, geologia strutturale, tettonica e geodinamica; stratigrafia e sedimentologia; vulcanologia; geotecnica;
- scienze dell'atmosfera:
  - meteorologia: studio della dinamica della troposfera terrestre a fini previsionali, ovvero lo studio delle condizioni del tempo atmosferico su periodi molto brevi;
  - climatologia: studio integrato dell'azione delle varie componenti del pianeta (masse liquide, gassose, biomassa e antropizzazione) e del Sole sulle condizioni di temperatura, sulle precipitazioni e sulla circolazione atmosferica e oceanica.
- paleoclimatologia lo studio del clima del passato, fatto integrando principi di climatologia, geochimica, paleontologia, geologia e geografia.
- idrologia: scienza che studia la distribuzione, il movimento e la chimica delle masse d'acqua sulla superficie del pianeta (idrosfera). Include l'oceanografia (studio degli oceani del pianeta), l'idrografia (studio dei fiumi e dei laghi), l'idrogeologia (studio della dinamica delle masse d'acqua nel sottosuolo), la nivologia (studio delle proprietà meccaniche della neve) e la glaciologia (studio dei ghiacciai);
- ecologia:  è la disciplina che studia la biosfera, ossia la porzione del pianeta in cui è presente la vita in aggregati sistemici detti "ecosistemi", le cui caratteristiche sono determinate dall'interazione degli organismi tra loro e con l'ambiente circostante o, ancora, porzioni dell'ecosfera stessa. Nell'organizzazione universitaria italiana e di moltissimi altri paesi l'ecologia è considerata una disciplina della biologia e o delle scienze naturali;
- paleontologia: studia i resti fossili di esseri viventi, vissuti nel passato geologico, la loro evoluzione nel tempo e la loro distribuzione areale;
- pedologia: è la scienza che studia la composizione, la genesi e le modifiche del suolo dovute sia ai fattori biotici che abiotici.

Esiste inoltre la scienza del sistema Terra, che mira ad integrare tra loro vari campi di studio quali chimica, fisica, biologia, matematica e scienze applicate per trattare e comprendere la Terra come sistema.